# Eicosan
Eicosanul (scris și icosan) este un alcan superior cu formula chimică C20H42. Are 366 319 izomeri de constituție.
Eicosanul are puține utilizări în industria petrochimică, din moment ce punctul său de flamă este ridicat și astfel nu poate fi un combustibil eficient. n-icosanul (catena lungă, fără ramificații) este cel mai simplu (scurt) compus găsit în parafina utilizată pentru producerea lumânărilor.
Este un compus incolor, cu moleculă neploară, aproape nereactiv (în afara combustiei). Este insolubil în apă.

## Denumirea
În prezent, IUPAC recomandă denumirea de icosan,  în timp ce Chemical Abstracts Service și Beilstein folosesc termenul de eicosan. 